# Ruido blanco gaussiano
El ruido blanco gaussiano se refiere a un tipo de ruido aleatorio cuyas muestras son independientes entre sí y siguen una distribución gaussiana o normal. A diferencia del ruido gaussiano, el ruido blanco gaussiano tiene una densidad espectral de potencia constante en todas las frecuencias. Esto significa que el ruido tiene la misma potencia en todas las frecuencias y no muestra correlación entre las muestras en el dominio del tiempo. El ruido blanco gaussiano es utilizado frecuentemente como un modelo idealizado de ruido en muchas aplicaciones, como la simulación de señales y la evaluación de algoritmos de procesamiento de señales.

## Características
Las principales características del ruido blanco gaussiano son las siguientes:
- Independencia de las muestras: En el ruido blanco gaussiano, cada muestra es estadísticamente independiente de las demás. Esto significa que el valor de una muestra no tiene influencia sobre el valor de las muestras adyacentes. No hay correlación temporal entre las muestras.
- Distribución gaussiana: Las muestras del ruido blanco gaussiano siguen una distribución gaussiana o normal. Esto implica que la mayoría de las muestras se concentran alrededor de un valor central, y la probabilidad de que se obtengan valores más extremos disminuye a medida que nos alejamos del valor central. La distribución gaussiana se caracteriza por su forma de campana.
- Densidad espectral de potencia constante: El ruido blanco gaussiano tiene una densidad espectral de potencia constante en todas las frecuencias. Esto significa que tiene la misma potencia en todas las frecuencias del espectro. Es un ruido "plano" en términos de su energía distribuida en el dominio de la frecuencia.
- Amplitud media cero: El valor medio del ruido blanco gaussiano es cero. Esto implica que, en promedio, el ruido no tiene un sesgo hacia valores positivos o negativos. Sin embargo, es importante tener en cuenta que las muestras individuales pueden ser positivas o negativas.
- Varianza constante: El ruido blanco gaussiano tiene una varianza constante. Esto significa que la dispersión de los valores del ruido se mantiene constante a lo largo del tiempo.

## Aplicaciones
El ruido blanco gaussiano tiene diversas aplicaciones en diferentes campos. Algunos de los principales usos son:
- Modelado de ruido en sistemas de comunicaciones: El ruido blanco gaussiano se utiliza para modelar el ruido térmico presente en los sistemas de comunicaciones. Este ruido es inherente al medio de transmisión y puede degradar la calidad de la señal. Al utilizar el ruido blanco gaussiano como modelo, los ingenieros pueden estudiar y diseñar sistemas de comunicaciones más eficientes y robustos.
- Evaluación de algoritmos de procesamiento de señales: El ruido blanco gaussiano se utiliza para probar y evaluar algoritmos de procesamiento de señales. Al añadir ruido blanco gaussiano a una señal de entrada conocida, los investigadores pueden medir la capacidad de un algoritmo para extraer y procesar la información deseada en presencia de ruido.
- Simulación de señales y sistemas: El ruido blanco gaussiano se utiliza en simulaciones para agregar realismo a las señales generadas. Al añadir ruido blanco gaussiano a una señal simulada, se pueden emular las imperfecciones y las fluctuaciones aleatorias presentes en las señales del mundo real.
- Estadística y análisis de datos: El ruido blanco gaussiano se utiliza en análisis estadísticos y modelos de datos. Muchos modelos y métodos estadísticos asumen la presencia de ruido blanco gaussiano para realizar inferencias y estimaciones precisas.
- Pruebas y calibración de equipos de medición: El ruido blanco gaussiano se utiliza en pruebas y calibraciones de equipos de medición, como osciloscopios y medidores de señal. Al inyectar ruido blanco gaussiano conocido en el equipo, se puede evaluar su capacidad para medir y capturar la señal de forma precisa.

## Ruido Blanco Gaussiano Aditivo
El término "ruido blanco gaussiano aditivo" se refiere a una variante específica del ruido blanco gaussiano que se agrega o suma a una señal existente. En el contexto de procesamiento de señales, el ruido blanco gaussiano aditivo se utiliza para simular la presencia de ruido en una señal de interés. Se agrega a la señal original para representar las perturbaciones o interferencias aleatorias que pueden afectarla en la práctica. El ruido blanco gaussiano aditivo sigue las mismas características básicas del ruido blanco gaussiano, sin embargo, la diferencia clave es que el ruido blanco gaussiano aditivo se suma a una señal existente, lo que resulta en una señal perturbada que contiene tanto la señal original como el ruido adicional. Al agregar ruido blanco gaussiano aditivo a una señal, se pueden estudiar los efectos del ruido en la calidad de la señal, así como el rendimiento de los algoritmos para recuperar o extraer la información útil de la señal en presencia de ruido.